# Akcja (literatura)
Akcja – całość zdarzeń przedstawionych w utworze, wydarzenia  połączone ciągiem przyczynowo-skutkowym. Składają się na nią wszystkie wątki: główne, poboczne i epizodyczne. Akcja obejmuje wyłącznie wydarzenia, których jesteśmy „bezpośrednimi” uczestnikami, czytając utwór. Do akcji nie zaliczają się wspomnienia i retrospekcje. Części akcji: ekspozycja, zawiązanie akcji, rozwinięcie, punkt kulminacyjny, rozwiązanie akcji i poakcja.